# 林村 (富山県)
林村（はやしむら）は、かつて富山県西礪波郡にあった（戦後に東礪波郡に編入）村。現在の砺波市北部にある林地区で、全域に散居村が広がっている。
村名は、林（拝師）郷域に属し、式内林神社があることにちなむ。

## 沿革
- 1889年（明治22年）4月1日 - 町村制の施行により、礪波郡林村、日詰村、小島（おじま）村、小杉村、紺屋島村、新屋敷村、東中村、藤沢村、水宮村及び杉木（すぎのき）村の区域の一部がの区域をもって、礪波郡林村が発足する。
- 1896年（明治29年）3月29日 - 郡制の施行のため、礪波郡が分割して、西礪波郡が発足により、西礪波郡に所属となる。
- 1948年（昭和23年）4月1日 - 東礪波郡の所属に変更する。
- 1952年（昭和27年）4月1日 - 東礪波郡出町、油田村、中野村、庄下村、五鹿屋村及び林村が合併して、東礪波郡砺波町が発足する。